# ایکبورو
ایکبورو (به انگلیسی: Ickburgh) یک روستا و محله مدنی در بریتانیا است که در Breckland District واقع شده‌است. ایکبورو ۱۲٫۲۱ کیلومتر مربع مساحت و ۳۰۹ نفر جمعیت دارد.